# Valentyna Danichevska
Valentyna Danichevska (néé le 23 mars 1957 à Zaporijjia), est une juge ukrainienne exerçant les fonctions de président de la Cour suprême du 30 novembre 2017 au 30 novembre 2021.

## Biographie
Elle est diplômée de l'Université nationale de l'Académie de droit d'Odessa.

## Carrière juridique
Elle remplace le juge Yaroslav Romanyouk au poste de présidente de la Cour suprème.